# Лисна оса
Фам. Tenthredinidae или праве лисне осе су инсекти чије ларве живе отворено на листовима стабла. Са преко 4000 описаних врста, они су најбројнија фамилија опнокрилаца. Најчешће се срећу на ливадама и шумским пропланцима близу брзих потока. 

## Изглед
Ова фамилија нема лако уочљиве карактеристике. Антене одраслих јединки могу имати 3-36 чланака. Лисне осе су често црне или браон боје, и дужине од 3-20mm. Као и друге лисне осе, немају узак „зољин струк“, односно сужење између торакса (грудног дела) и абдомена, карактеристичан за осе. Уместо размака, груди и абдомен су широко повезани. Тело им може бити у различитој мери дорзо-вентрално спљоштено. 

## Размножавање
Женка користи свој тестерасти овипозитор да направи прорез кроз гране дрвећа, у које полаже провидна јаја. На тај начин оштећује дрвеће. 
Ларве имају развијена 3 пара грудних и више абдоминалних ногу. Типично су биљоједи и хране се претежно лишћем дрвећа и жбуња. Изгледом подсећају на мале гусенице и хране се екстерно. Ларве пролазе кроз комплетну метаморфозу. 

Један број врста и родова описан је из фосилних остатака, попут Eriocampa tulameenensis и Pseudosiobla campbelli из Британске Колумбије.